# The Travelers Companies
The Travelers Companies est une entreprise d'assurance américaine. Elle possède des établissements dans tous les États américains, ainsi que des filiales au Royaume-Uni, en Irlande, à Singapour, en Chine, au Canada et au Brésil.

## Histoire
Travelers est fondée en 1864 à Hartford. En 1995, l'entreprise est acquise par l'entreprise Primerica, un conglomérat qui se concentrait déjà sur l'assurance-vie, et dirigé par Sanford I. Weill. La nouvelle entreprise prit le nom de The Travelers Group, et fonctionna selon une stratégie de "cross-selling", c'est-à-dire que chaque entité de la compagnie-mère vendait ses services aux autres filiales.
En 1998, l'entreprise, alors sous le nom de Travelers Group fusionne avec Citicorp, une des plus importantes banques américaines. Mais la fusion ne permet pas les gains escomptés, en 2002, la filiale Travelers Property and Casualty est scindée du groupe. En 2005, Travelers Life & Annuity est vendu à MetLife.
À la même époque, l'entreprise St. Paul et celle de Travelers Companies fusionnent et deviennent St. Paul Travelers qui est renommé en 2007, The Travelers Companies,.

## Activités
- Assurance immobilière et dommages aux entreprises.

- Assurance immobilière et dommages aux particuliers (automobile, habitation).

- Assurance dommage aux institutions financières (assurance responsabilité professionnelle, cautionnement des contrats, assurance risques).

## Principaux actionnaires
Au 17 octobre 2021 :
| The Vanguard Group                                      | 8,25% |
| State Street Global Advisors (en) Funds Management      | 7,07% |
| Capital Research & Management (International Investors) | 6,26% |
| Fidelity Management & Research                          | 4,95% |
| Massachusetts Financial Services (en)                   | 3,48% |
| BlackRock Fund Advisors                                 | 2,61% |
| ClearBridge Investments                                 | 1,88% |
| Geode Capital Management                                | 1,64% |
| Southeastern Asset Management (en)                      | 1,47% |
| York Capital Management (en) Global Advisors            | 1,47% |